# Trương Bá Chi
Trương Bá Chi (sinh ngày 24 tháng 5 năm 1980) là nữ diễn viên, ca sĩ Hồng Kông. Cô được Châu Tinh Trì phát hiện và mời vào vai Liễu Phiêu Phiêu trong bộ phim đầu tay Vua hài kịch (1999). Sau vai diễn đầu tay được khen ngợi, Trương Bá Chi đã tiếp tục có nhiều thành công trong lĩnh vực điện ảnh, cô đã giành Giải thưởng điện ảnh Hồng Kông cho Vai nữ chính xuất sắc nhất với vai diễn trong Vong bất liễu (2003).
Trong làng giải trí Hồng Kông, Trương Bá Chi còn nổi tiếng ở vai trò ca sĩ và người mẫu quảng cáo.

## Tiểu sử
Trương Bá Chi lớn lên tại khu chung cư Văn Hoa Tân Thôn, đường Jordan, Hồng Kông. Cha cô là Trương Nhân Dũng, hồi trẻ thích để râu nên có biệt hiệu Hồ Tu Dũng ("hồ tu" nghĩa là râu), là một tay giang hồ có tiếng tại Jordan, Hồng Kông. Còn mẹ là bà Davies Shally mang hai dòng máu Trung - Anh. Cha mẹ Trương Bá Chi ly dị khi cô lên 9 tuổi.
Năm 14 tuổi, Trương Bá Chi được gửi sang Úc sống với dì và theo học tại trường nữ sinh Camberwell Girls Grammar School. Trương Bá Chi có chị gái cùng mẹ khác cha là Đái Bích Chi, hai em trai ruột là Trương Bá Văn, Trương Hào Long (張豪龍), một em trai cùng cha khác mẹ.

## Sự nghiệp
Năm 1998, sau khi quay về Hồng Kông, cô được người quản lý tên Chu Vĩnh Long mời đóng trong một quảng cáo trà chanh. Ngay sau đó phát sóng trên truyền hình đã gây sự chú ý với đạo diễn phim hài nổi tiếng của Hồng Kông là Chu Tinh Trì. Một năm sau đó Châu Tinh Trì mời cô tham gia bộ phim do anh đạo diễn và đóng vai chính là Vua hài kịch (喜劇之王), vai Liễu Phiêu Phiêu của Trương Bá Chi trong phim đã được đánh giá cao. Cũng trong năm 1999, Trương Bá Chi được chọn đóng cặp cùng Nhậm Hiền Tề trong bộ phim Tinh nguyện (星愿), vai diễn này đã đem lại cho Trương Bá Chi giải Diễn viên mới xuất sắc nhất tại Giải thưởng Điện ảnh Hồng Kông lần thứ 19.
Sau thành công bước đầu, Trương Bá Chi tiếp tục có những vai diễn được đánh giá cao trong Failan (파이란, 2001), một bộ phim hợp tác giữa Hàn Quốc và Hồng Kông, Đại hòa thượng (大隻佬, 2003) hay Vong bất liễu (忘不了, 2003). Vai diễn trong Vong bất liễu đã giúp Trương Bá Chi chiến thắng tại hạng mục Vai nữ chính xuất sắc nhất tại Giải thưởng Điện ảnh Hồng Kông lần thứ 23 và Giải Kim tử kinh.

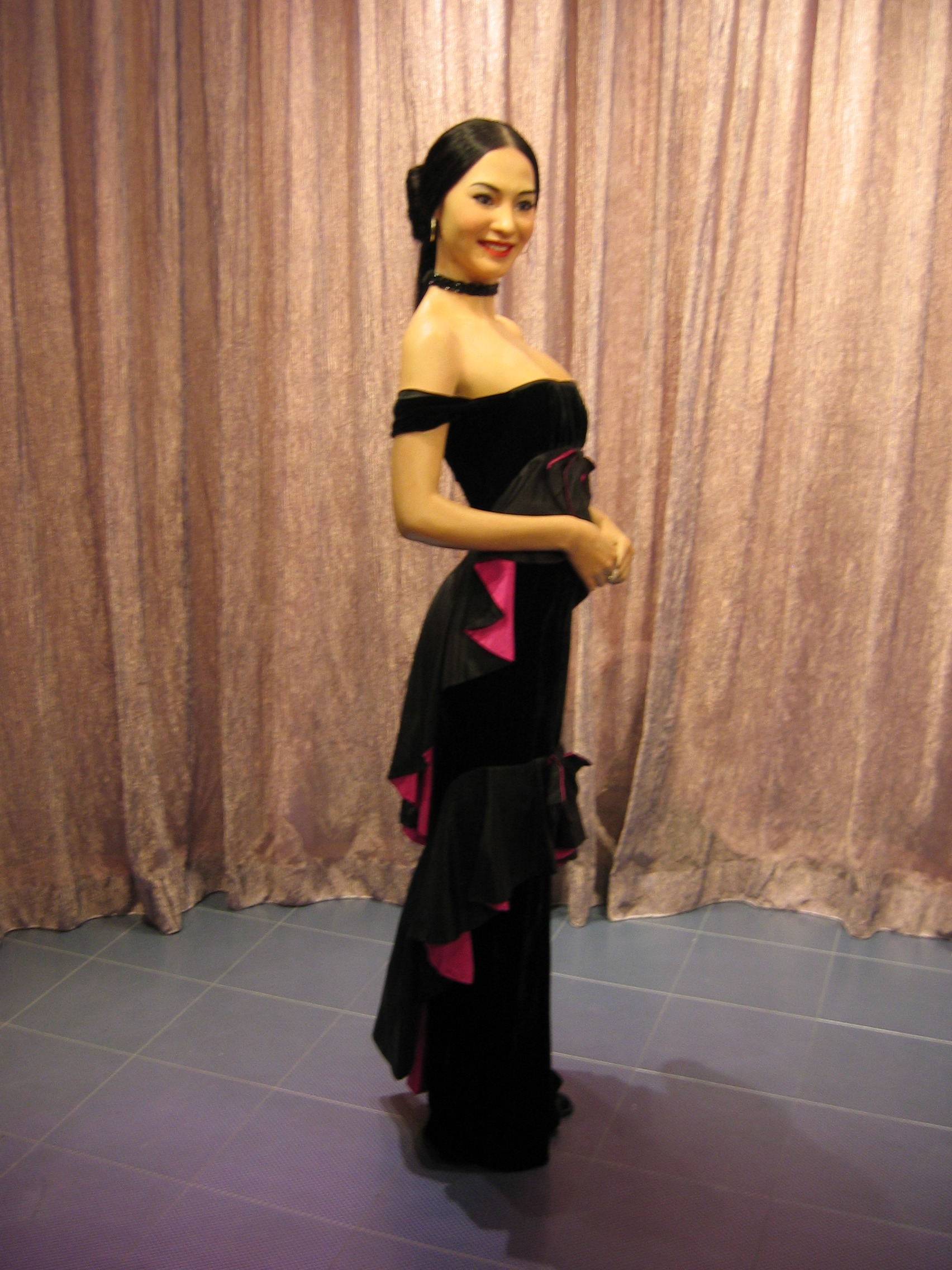
Tượng sáp của Trương Bá Chi tại Bảo tàng Madame Tussauds Hồng Kông.

Song song với sự nghiệp điện ảnh, từ năm 1999 Trương Bá Chi cũng tham gia làng giải trí Hồng Kông với vai trò ca sĩ Cantopop.

## Đời tư
Trong thời gian đầu sự nghiệp, Trương Bá Chi được báo chí cho là có quan hệ tình cảm với một số ca sĩ như Trần Hiểu Đông hay Trần Tiểu Xuân. Năm 2002 cô bắt đầu có quan hệ hẹn hò với Tạ Đình Phong một thời gian trước khi Tạ quay trở lại với bạn gái cũ Vương Phi. Tuy nhiên tới năm 2006 thì Tạ Đình Phong và Trương Bá Chi chính thức công khai quan hệ với công chúng và tới tháng 9 năm 2006 thì Trương Bá Chi và Tạ Đình Phong tổ chức đám cưới bí mật tại Philippines.
Tháng 8 năm 2007, hai người có con trai đầu lòng lấy tên Lucas Tạ Chấn Hiên (謝振軒).
Đầu năm 2008 Trương Bá Chi bị dính líu tới Vụ bê bối ảnh nóng của Trần Quán Hy, vụ việc này đã khiến cô phải tạm ngừng hoạt động một thời gian trong làng giải trí Hồng Kông.
Tháng 5 năm 2010, vợ chồng cô chào đón đứa con trai thứ hai mang tên Quintus Tạ Chấn Nam (謝振南).
Ngày 19 tháng 8 năm 2011, Tạ Đình Phong và Trương Bá Chi chính thức ly hôn.

## Danh sách

### Phim Điện ảnh
| Năm  | Phim                                                        | Vai diễn                   | Ghi chú |
| ---- | ----------------------------------------------------------- | -------------------------- | --- |
| 1999 | Vua hài kịch (喜劇之王)                                     | Liễu Phiêu Phiêu           | Vai diễn đầu tiên-Đề cử Diễn viên mới xuất sắc nhất tại Giải thưởng Điện ảnh Hồng Kông lần thứ 19                                                              |
| 1999 | Tinh nguyện (星願)                                          | Thu Nam                    | Diễn viên mới xuất sắc nhất tại Giải thưởng Điện ảnh Hồng Kông lần thứ 19 Đề cử Nữ diễn viên chính xuất sắc nhất tại Giải thưởng Điện ảnh Hồng Kông lần thứ 19 |
| 1999 | Liệt hỏa chiến xa 2 (烈火戰車2之極速傳說)                   | Lương Tử                   | |
| 2000 | Lạt thủ hồi xuân (辣手回春)                                 | Hà Dĩnh Ân                 | |
| 2000 | Điệp vụ Tokyo (東京功略)                                    | Sa Chức                    | |
| 2000 | Thập nhị dạ (十二夜)                                        | Jeannie                    | |
| 2001 | Chung Vô Diệm (鐘無艷)                                      | Hạ Nghênh Xuân             | |
| 2001 | Lão phu tử 2001 (老夫子2001)                                | Cô Trương                  | |
| 2001 | Người tình lừa đảo (情謎大話王)                             | Wonderful                  | |
| 2001 | Failan(Bạch Lan) (파이란)                                   | Bạch Lan                   | Phim Hàn Quốc-Hồng Kông hợp tác Vai nữ chính xuất sắc nhất tại Liên hoan phim điện ảnh Hàn Quốc lần thứ 39                                                     |
| 2001 | Đội bóng Thiếu Lâm (少林足球)                               | Vai khách mời              | |
| 2001 | Hoa Anh Đào (嬰之花)                                        | Du Lạc Nhi                 | |
| 2001 | Truyền Thuyết Du Sơn (屬山正傳)                             | Lý Anh Kì/Cô Nguyệt Đại Sư | |
| 2002 | Sư tử Hà Đông (我家有一隻河東師)                            | Liễu Nguyệt Nga            | |
| 2002 | Vô hạn phục hoạt (無限復活)                                 | Tina                       | |
| 2002 | Tuyệt thế hảo B (絕世好B)                                   | Boey                       | |
| 2003 | Anh Chàng Dễ Thương (絕種好男人)                            | DiDi                       | |
| 2003 | Mèo yêu phải chuột (老鼠愛上貓)                             | Bạch Ngọc Đường            | |
| 2003 | Đại hòa thượng (大隻老)                                     | Lý Phượng Nghi             | Vai nữ chính xuất sắc nhất tại Giải thưởng Hội phê bình điện ảnh Hồng Kông                                                                                     |
| 2003 | Vong bất liễu (忘不了)                                      | Tiểu Tuệ                   | Vai nữ chính xuất sắc nhất tại Giải thưởng Điện ảnh Hồng Kông lần thứ 23 Vai nữ chính xuất sắc nhất tại Giải Kim tử kinh                                       |
| 2004 | Quỷ mã cuồng tưởng khúc (鬼馬狂想曲)                        | Lâm Á Trân/Cáp Mễ Ba Ba    | |
| 2004 | Tình cảm đô thị (性感都市)                                  | Yuki                       | |
| 2004 | Giá cá a ba chân bạo tạc (這個阿爸真爆炸)                   | Vai khách mời              | |
| 2004 | Vượng Giác hắc dạ (旺角黑夜)                                | Đơn Đơn                    | |
| 2004 | Tiểu Bạch Long (小白龍情海翻波)                             | Hắc Phượng                 | |
| 2005 | Hi Mã Lạp a tinh (喜瑪拉阿星)                               | Khổng tước                 | |
| 2005 | Vô cực (無極)                                               | Khuynh Thành               | Phim Trung Quốc-Hồng Kông-Hàn Quốc hợp tác |
| 2006 | Cô gái thích mua sắm (最愛女人購物狂)                       | Phương Phương              | |
| 2006 | Dã man bí cấp (野蠻秘笈)                                    | Thượng Quan Linh Phượng    | |
| 2006 | Cuộc gọi số 601 (第601個電話)                               | Thiên Hữu                  | |
| 2011 | Tối Cường Hỷ Sự (最强囍事2011)                              |                            | |
| 2011 | Bảo bối vô giá (无价之宝)                                   |                            | |
| 2011 | Đua xe (赛车)                                               |                            | |
| 2011 | Dương Môn Nữ Tướng - Quân Lệnh Như Sơn (杨门女将之军令如山) | Mộc Quế Anh                | |
| 2011 | Yêu lần nữa (影子爱人)                                      | Paris                      | |
| 2011 | Sư Tử Hà Đông 2 (河东狮吼2)                                 | Hoàng Nguyệt Anh           | |
| 2012 | Mối quan hệ nguy hiểm (危險關係)                            | Mo Jieyu                   | |

### Phim truyền hình
2007 Châu Toàn hoặc Thiên Nhai Ca Nữ(周璇;天涯歌女) vai Châu Toàn

### Đĩa nhạc
- C1 (2005)
- Colour of Lip (至愛唇色(新曲+精選)) (2002)
- Shaolin Soccer (2002)
- Party All the Time (2001)
- New and Best Collection (2001)
- Party All the Time (2001)
- Cecilia Cheung (2000)
- A Brand New Me (最新形象) (2000)
- 903 California Red Concert (2000)
- Destination (1999)
- Any Weather (1999)